# Agapanthiola leucaspis
Agapanthiola leucaspis là một loài bọ cánh cứng trong họ Cerambycidae.